# كاتسونوري واكاباياشي
كاتسونوري واكاباياشي (باليابانية: 若林克法) هو فيزيائي ياباني، ولد في ديسمبر 1972 في نارا في اليابان.